# 3,7 cm PaK 36
3,7-cm-PaK 36 var en panserværnskanon i den tyske Wehrmacht under 2. verdenskrig. Det var den standard panserværnskanon for det tyske infanteri indtil 1942. Den blev afløst af 5 cm PaK 38 kanonen.

## Historie
Rheinmetall begyndte konstruktionen af en hestetrukken 3,7 cm panserværnskanon (med betegnelsen 3,7 cm PaK L/45) i 1924 og de første kanoner blev leveret i 1928. I begyndelsen af 1930'erne stod det klart, at hestetrukken artilleri var forældet, og kanonen blev modificeret, så den kunne trækkes af motorkøretøjer ved at udskifte de oprindelige hjul af træ med hjul af en magnesium legering og gummidæk. Omdøbt til 3,7 cm PaK 35/36 begyndte den at erstatte 3,7 PaK L/45 i 1934 og blev første gang anvendt i kamp i 1936 under den spanske borgerkrig. Den var grundstammen i mange andre landes panserværnsvåben i de første år af 2. verdenskrig. KwK 36 L/45 var den samme kanon, og blev brugt som hovedkanon på adskillige kampvognsmodeller, især de tidlige modeller af Panzer III. Selv Sovjetunionen brugte PaK 36 lavetten til deres 45 mm M1937 panserværnskanon.
Der blev fremstillet omkring 14.459 eksemplarer (heraf 5.339 under krigen). Det tog 900 arbejdstimer at fremstille kanonen, og den kostede 5.730 Reichsmark.

## Ammunition
| PaK 36                             | Panzergranate 39 | Panzergranate 40 | Stielgranate 41 | Sprænggranat |
| Vægt                               | 0,69 kg          | 0,35 kg          | 8,5 kg          | 0,65 kg      |
| Mundingshastighed                  | 760 m/s          | 1030 m/s         | 110 m/s         | 745 m/s      |
| Gennemtrængning ved 30° træfvinkel |                  |                  |                 |              |
| fra 500 meters afstand             | 36 mm            | 55 mm            |                 |              |
| Gennemtrængning ved 60° træfvinkel |                  |                  |                 |              |
| fra 200 meters afstand             | 42 mm            | 61 mm            | 180 mm          |              |
| fra 500 meters afstand             | 36 mm            | 49 mm            |                 |              |
| Gennemtrængning ved 90° træfvinkel |                  |                  |                 |              |
| fra 200 meters afstand             | 56 mm            | 72 mm            | 180 mm          |              |
| fra 500 meters afstand             | 48 mm            | 58 mm            |                 |              |

Ved fronten blev der medtaget et ammunitionsforråd på 120 Panzergranate 39, 30 Panzergranate 40 og 100 sprænggranater.

## Anvendelse
Kanonen blev først anvendt i den spanske borgerkrig. I begyndelsen af 2. verdenskrig dannede den forbillede for mange panserværnskanoner i andre krigsførende lande. Kanonrøret var det samme som på den tyske Panzer III kampvogn – KwK 36 L/45.
Ved krigens start havde Wehrmacht 11.200 PaK 36, som fortrinsvis var tildelt de 14. panserværnskompagnier i infanteriregimenterne. PaK 36 var nem at flytte og let at sløre. Allerede i Slaget om Frankrig i 1940 viste det sig (bestanden var i mellemtiden vokset til 13.131 styk), at kanonen ikke længere var tilstrækkelig til bekæmpelse af kampvogne. Mod tungere kampvogne som den britiske Mk.II Matilda og de franske Char B1 og Somua S-35 havde den næsten ingen virkning. Kun når man var heldig at ramme observationssprækkerne eller eller bælterne var der chance for at stoppe dem. Derfor blev der allerede her indsat antiluftskytskanoner som panserværnskanoner. 3,7-cm-PaK 36 fik de spottende øgenavne "Heeresanklopfgerät" (hær-banke-på-apparat) eller "PanzerAnklopfKanone" og "Panzer-Anklopf-Gerät" af betjeningsmandskabet .
Fra midten af 1940 blev PaK 36 derfor efterhånden udskiftet med den nye 5-cm-PaK 38 i panserværnsenhederne. Indførelse af granater med en kerne af Wolfram forøgede ganske vist gennemslagskraften på PaK 36, men trods det var kanonen ikke særlig effektiv, frem for alt i krigen mod Sovjetunionen mod de tunge sovjetiske kampvogne KV-1 og KV-2. Også mod de senere så talrige sovjetiske T-34 kampvogne havde de ofte ingen virkning. Soldaterne var derfor tvunget til at beskyde disse kampvogne på kort afstand og bagfra. På denne måde lykkedes det ganske vist at ødelægge nogle kampvogne, men hvis forsøget mislykkedes, var der stor chance for at man ikke fik mulighed for at prøve igen.
I 1941 blev der derfor udviklet en Stielgranate 41 som blev stukket ind i kanonrøret. Det var en stabiliseret hulladning med 2,3 kg sprængstof. I februar 1942 blev denne granat taget i brug, og den kunne gennemtrænge panser på op til 180 mm. På grund af den ringe mundingshastighed krævede det imidlertid, at det fjendtlige køretøj var indenfor en afstand på 200 meter. På denne måde forblev våbnet i tjeneste som støttevåben indtil krigens slutning.
Den samme kanonlavet blev anvendt til 7,5-cm-Infanteriegeschütz 37 og 4,2-cm-leichte PaK 41. Nogle kanoner blev efterhånden monteret på halvkædekøretøjer såsom Zugführerfahrzeug (SPW 251/10) som et let panserværnsvåben, mens Wehrmacht overlod andre til allierede hære i Finland, Rumænien og Slovakiet. Med indførelsen af hulladningsgranater i 1943 kunne dette våben imidlertid igen anvendes på afstande op til 300 meter. PaK 36 blev des uden – først og fremmest på grund af dens lave vægt og store mobilitet – anvendt af lette infanterienheder, såsom faldskærmstropperne.

## Afledte modeller
Den amerikanske 37-mm-kanon M3 er baseret på 3,7-cm-PaK 36.

### Eksterne kilder
- Tabel med data om ammunition Arkiveret 28. maj 2013 hos  Wayback Machine